# Пуерто-Плата (провінція)
Пуерто-Плата (ісп. Puerto Plata) — одна з провінцій на півночі Домініканської Республіки. З кінця 1990-их років, завдяки місцевим пляжам провінція стає все більш популярним туристичним регіоном.

## Адміністративний поділ
Провінція поділяється на дев'ять муніципалітетів (municipio), а ті, у свою чергу — на дванадцять муніципальних районів (distrito municipal — D.M.)
- Альтаміра
  - Ріо-Гранде (D.M.)
- Вілья-Ісабела
  - Гуалете (D.M.)
  - Ла-Хайба (D.M.)
  - Естеро-Ондо (D.M.)
- Вілья-Монтеллано
- Гуананіко
- Імберт
- Лос-Ідальгос
  - Навас (D.M.)
- Луперон
  - Беллосо (D.M.)
  - Ла-Ісабела (D.M.)
- Сан-Феліпе-де-Пуерто-Плата
  - Маймон (D.M.)
  - Ясіка-Арріба (D.M.)
- Сосуа
  - Кабарете (D.M.)
  - Сабанета-де-Ясіка (D.M.)

Станом на 2012 рік число населення за муніципалітетами становило:
| № | Назва                      | Загальне число | Міське населення | Сільське населення |
| - | -------------------------- | -------------- | ---------------- | ------------------ |
| 1 | Альтаміра                  | 26 056         | 7889             | 18 167             |
| 2 | Вілья-Ісабела              | 14 889         | 1058             | 13 831             |
| 3 | Вілья-Монтеллано           | 19 029         | 9009             | 10 020             |
| 4 | Гуананіко                  | 8954           | 3025             | 5929               |
| 5 | Імберт                     | 30 514         | 14 589           | 15 925             |
| 6 | Лос-Ідальгос               | 14 589         | 3022             | 11 567             |
| 7 | Луперон                    | 20 259         | 4989             | 15 270             |
| 8 | Сан-Феліпе-де-Пуерто-Плата | 286 558        | 247 569          | 38 989             |
| 9 | Сосуа                      | 69 885         | 19 338           | 50 547             |
|   | Разом                      | 490 733        | 310 488          | 180 245            |